# Wolfgang Engelhard
Wolfgang Engelhard (* 6. April 1956 in Hamburg) ist ein deutscher Jurist und war bis zum 30. September 2020 Richter am Bundessozialgericht.

## Leben
Engelhard ist der Sohn eines Drehers und einer Krankenschwester. Er schloss 1981 das Studium der Rechtswissenschaften mit der Ersten Juristischen Staatsprüfung ab. Nach der Großen Juristischen Staatsprüfung 1984 war er von Mai 1985 bis August 1993 Justiziar des AOK-Landesverbandes Hamburg und der AOK Hamburg.
Ab September 1993 war Engelhard Richter am Sozialgericht Hamburg, wo er 1997 Vorsitzender einer Kammer für Vertragsarztrecht wurde. 1999 wurde er an das Landessozialgericht Hamburg abgeordnet und im August 2003 zum Richter am Landessozialgericht ernannt.
Am 13. März 2008 wurde Engelhard vom Richterwahlausschuss zum Richter am Bundessozialgericht gewählt. Diese Tätigkeit trat er am 1. August 2008 an. Das Präsidium des Gerichts teilte Engelhard zunächst dem für das Vertragsarztrecht zuständigen 6. Senat zu. Zuletzt gehörte er dem 1. Senat – gesetzliche Krankenversicherung – an.
Seit 1985 lebt und engagiert er sich im Stadtteil St.Georg in Hamburg. Er war Gründungsmitglied der Geschichtswerkstatt St. Georg 1990 und 1987 des Einwohnervereins. 1989 sowie von 1996 bis 1997 war er dessen erster Vorsitzender. Seit einem Unfall vor sechs Jahren ist er querschnittsgelähmt.
Zum 1. Oktober 2020 ist Wolfgang Engelhardt in den Ruhestand getreten.
Engelhard ist Mitautor von Kommentaren zum SGB IV und SGB V.